# آیمورس
آیمورس (به پرتغالی: Aimorés) یک منطقهٔ مسکونی در برزیل است که در میناز ژرایس واقع شده‌است. آیمورس ۲۵٬۱۴۱ نفر جمعیت دارد.